# Eirenis medus
Eirenis medus är en ormart som beskrevs av Chernov 1940. Eirenis medus ingår i släktet Eirenis och familjen snokar. IUCN kategoriserar arten globalt som livskraftig. Inga underarter finns listade i Catalogue of Life.
Arten förekommer söder och sydost om Kaspiska havet i Iran och Turkmenistan. En avskild population lever i sydvästra Iran. Eirenis medus vistas i bergstrakter och på högplatå mellan 1100 och 1600 meter över havet. Habitatet utgörs av halvöknar och dessutom besöks jordbruksmark.
Individerna är aktiva på natten och de gräver i marken. De söker vanligen skydd under klippor. Honor lägger ägg.